# Esteve Gilabert Bruniquer i Riera
Esteve Gilabert Bruniquer i Riera (Granollers, 29 de juliol de 1561 - Barcelona, 1641) va ser un cronista, funcionari municipal i diplomàtic català. Estudià dret i exercí de notari públic a partir del 1591.
Tot i néixer a Granollers el 29 de juliol de 1561, la seva família es va traslladar posteriorment a Barcelona. Principalment es va dedicar a la notaria i l'any 1603 va ser nomenat síndic de la ciutat. El Consell de Cent va encarregar-li fer unes anotacions a la manera d'una memòria on constessin les disposicions, lleis, privilegis i dietaris. També es recullen fets científics i tecnològics (gairebé tots relacionats amb construccions i dades sobre la navegació) i moltes curiositats de la vida diària de la ciutat. Posteriorment la seva obra va ser continuada per altres autors.

## Obres
- Ceremonial dels Magnifics Consellers i Regiment de la Ciutat de Barcelona, més conegut actualment com les Rúbriques de Bruniquer, es tracta d'una obra immensa de gairebé dues mil pàgines, recollides en cinc volums. L'original de l'obra es conserva a l'Arxiu Històric de la Ciutat de Barcelona, i des de l'any 2018 es pot consultar de forma digitalitzada a la web de l'ajuntament de Barcelona.[2]
- Relació sumària de l’antiga fundació i cristianisme de la ciutat de Barcelona i de l’antic magistrat i govern dels magnífics consellers i altres coses d’honor i bellesa de la ciutat (1630), inclosa en el volum 7 del fons del Consell de Cent anomenat Diversorum i publicada en dues edicions (1871 i 1885).[1]